# 그랑당스프라슬랭구

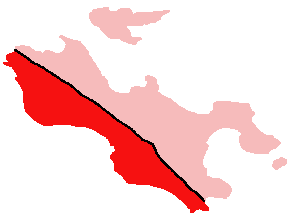
그랑당스프라슬랭구의 위치

그랑당스프라슬랭구(프랑스어: Grand'Anse (Praslin))는 세이셸을 구성하는 25개 구 가운데 하나로 프라슬랭섬에 위치한다. 면적은 14.4km2, 인구는 3,335명(2002년 기준)이다.